# Lara Arruabarrena
Lara Arruabarrena Vecino (født 20. marts 1992 i Tolosa, Spanien) er en professionel tennisspiller fra Spanien.